# Sindangpalay (Cibeureum)
Sindangpalay is een bestuurslaag in het regentschap Kota Sukabumi van de provincie West-Java, Indonesië. Sindangpalay telt 5884 inwoners (volkstelling 2010).